# Андреу Нін
Андреу Нін Перез або Андрес Нін (ісп. Andreu Nin Pérez, 4 лютого 1892, Ал-Бандрель — 20 червня 1937, Алькала-де-Енарес, Мадрид) — іспанський комуністичний політик і державний діяч, троцькіст з Каталонії, співзасновник Комуністичної партії Іспанії, генеральний секретар Комуністичної партії Іспанії та Іспанської конфедерації анархо-синдикалістського робітничого союзу, журналіст та перекладач

## Життєпис
Народився в муніципалітеті Ал-Бандрель провінції Таррагона. Батько був шевцем, а мати — селянкою. Перед Першою світовою війною він переїхав до Барселони, де протягом короткого часу був вчителем у світській анархічній школі, але незабаром став журналістом. У 1917 році Нін став членом Іспанської соціалістичної робітничої партії (Partido Socialista Obrero Español, PSOE). Він стає лідером іспанського робітничого руху та одним із засновників Комуністичної партії Іспанії (Partido Comunista de España, PCE).

### Радянський Союз
Андреу Нін переїжджає до Радянського Союзу, де працює в Комуністичному інтернаціоналі та Червоному інтернаціоналі профспілок. Перебуваючи в СРСР, він став прихильником Лівої опозиції на чолі з Левом Троцьким, яка протистояла фракції Йосипа Сталіна, яка набирала популярності у РКП(б) і ВКП(б). Працював секретарем Льва Троцького. Саме в цей час почав перекладати деякі його твори іспанською та каталонською мовами.
Повернувшись до Іспанії, Нін зіграв важливу роль у формуванні Комуністичної лівої Іспанії (ICE), яка була пов'язана з Міжнародною лівою опозицією (ILO). Це була невелика самоназвана ізольована троцькістська група. У цей період він мав ряд розбіжностей з Троцьким, зокрема щодо подальшої долі Комуністичної лівої Іспанії. Троцький радив їм приєднатись до Соціалістичної молоді Іспанії, щоб посилити організацію, тоді як Нін виступав за створення об'єднаної партії з Робітничо-селянським блоком (BOC) - група, яка зародилась у комуністичного русі, але знаходилась на його правому крилі. Він розриває зв'язки з Троцьким і разом з Хоакіном Мауріном створює альтернативну до Комуністичної партії Іспанії Робітничу партію марксистського об'єднання (Partido Obrero de Unificación Marxista, POUM). Згодом він стане її генеральним секретар у 1936—1937 роках.
У 1921 році був генеральним секретарем Іспанської конфедерації анархо-синдикалістського робітничого союзу (Confederación Nacional del Trabajo). Також був членом інших лівих партій: Партія лівих комуністів Іспанії, Республіканське національне об'єднання (Republican Nationalist Federal Union).

### Громадянська війна
Після відновлення на початковому етапі Громадянської війни тимчасової автономії Каталонії, Андреу Нін приєднався до регіонального уряду Женералітат в Барселоні на чолі з Луїсом Кумпаньшом, очоливши Міністерство юстиції та правосуддя (26 серпня — 16 грудня 1936). Однак, коли іспанські комуністи здобули владу у республіканському уряді в Мадриді, вони почали очищати усіх, хто не підпорядокувався Москві, зокрема представників антисталінської Робітничої партії марксистського об'єднання.
Після погроз радянського консула Володимира Антонова-Овсієнка припинення допомоги Радянського Союзу, Луїс Кумпаньш звільнив Ніна з міністерської посади у кінці грудня 1936 року. Після жорстоких травневих боїв у Барселоні, 16 червня 1937 року уряд Другої Іспанської республіки під тиском Комуністичної партії Іспанії заборонив діяльність Робітничої партії марксистського об'єднання.

### Арешт
Згідно з наказом агента НКВС Олександра Орлова, Ніна та більшість керівників партії було заарештовано і ув'язнено в мадридському костелі Калле де Аточа, а згодом переведено до табору в Алькала-де-Енарес неподалік Мадриду. З 18 по 20 червня Ніна допитували Рікардо Бурільйо та Ерне Гере під наглядом НКВС, проте він відмовився визнати сфабриковані звинувачення співпраці з націоналістами Франсіско Франко та передачі їм даних об'єктів для ворожої артилерії, а також відмовився підписувати звернення із засудженням діяльності Робітничої партії марксистського об'єднання. Його перевезли до будинку за містом, що належав Констанції де ла Мора, дружині Ігнасіо Ідальго де Сіснероса, де його було закатовано 20 червня 1937 року. Сталіністи сфабрикували докази того, що Нін викрали та закатували іспанські фалангісти.

## Вшанування
На згадку про Андреу Ніна встановлено меморіальну таблицю на будинку, де він народився у Ал-Бандрелі, а також на будівлі публічної бібліотеки на бульварі Ла-Рамбла у Барселоні.
17 червня 2013 року парламент Каталонії офіційно вшанував пам'ять Андреу Ніна, відзначивши його роботу на посаді міністра юстиції Каталонії.
Правдоподібно Андреу Нін був прототипом героя Голдстейна, ворога № 1 в романі «1984» Джорджа Орвела, який добровольцем брав участь у Громадянській війні в Іспанії на стороні республіканців.